# Ilse Schumann
Ilse Schumann geb. Rohne (* 22. Februar 1939 in Augsdorf; † 9. August 2000 in Halle (Saale)) war eine deutsche Politikerin (SPD). Sie war von 1994 bis zu ihrem Tod 2000 Mitglied des Deutschen Bundestages.

## Beruflicher Werdegang
Nach der Mittleren Reife absolvierte Schumann ein Fachschulstudium zur Chemieingenieurin. Sie arbeitete schließlich in chemischen Großbetrieben in Bitterfeld und Wolfen. Auch war sie Mitglied in der Arbeiterwohlfahrt.

## Politische Karriere
1990 trat Schumann in die SPD ein. Von 1990 bis 1994 war sie Bürgermeisterin und Stadträtin der Stadt Raguhn in Sachsen-Anhalt. Bei der Bundestagswahl 1994 gelangte sie über die Landesliste Sachsen-Anhalt in den Bundestag. Bei der Bundestagswahl 1998 erreichte sie mit 41,3 % der Erststimmen das Direktmandat im Wahlkreis Dessau – Bitterfeld und zog erneut in den Bundestag ein. Als Bundestagsabgeordnete war sie Mitglied im Verteidigungsausschuss und stellvertretendes Mitglied im Ausschuss für Gesundheit.

## Privates
Schumann war verheiratet und hinterließ zwei Söhne.